# Valentine (5 Seconds of Summer)
Valentine è un singolo del gruppo musicale australiano 5 Seconds of Summer, pubblicato il 26 agosto 2018 come terzo estratto dal terzo album in studio Youngblood.

## Video musicale
Il video musicale è stato pubblicato il 13 settembre 2018 sul canale Vevo-YouTube del gruppo. 